# Un envoûtement
Pour plus de détails, voir Fiche technique et Distribution.
Un envoûtement (un embrujo) est un film mexicain réalisé par Carlos Carrera, sorti en 1998.

## Synopsis
Dans les années 1930, sur la côte du Yucatán, le jeune Eliseo, 13 ans, est initié à l'amour par Felipa, sa maîtresse d'école. Felipa doit partir quand la relation est découverte et, arrivé à l'âge adulte, Elizeo se marie par obligation avec une autre femme, sans jamais réussir à oublier Felipa. Dix ans plus tard, Felipa revient.

## Fiche technique
- Réalisation : Carlos Carrera
- Scénario : Carlos Carrera et Martin Salinas, d'après le roman Don Eliseo de Marcel Sisniega
- Photographie : Rodrigo Prieto
- Montage : Sigfrido Barjau et Peter Devaney
- Musique : José María Vitier
- Production : Guillermo del Toro et Bertha Navarro
- Sociétés de production : Salamandra Producciones et Tequila Gang
- Pays d'origine :  Mexique
- Langue originale : espagnol
- Genre : drame romantique
- Durée : 122 minutes
- Dates de sortie : 
  - Festival international du film de Toronto : 15 septembre 1998

## Distribution
- Blanca Guerra : Felipa
- Mario Zaragoza : Eliseo adulte
- Daniel Acuña : Eliseo jeune
- Luis Fernando Peña : Burro
- Ricardo Rentería : Rafael jeune
- Luisa Huertas : Maria
- Vanessa Bauche : Magda
- Elpidia Carrillo : la femme du sorcier

## Distinctions
Lors des Premio Ariel 1999, le film a remporté les prix du meilleur réalisateur, de la meilleure actrice (Blanca Guerra), de la meilleure actrice dans un second rôle (Vanessa Bauche), du meilleur scénario adapté, de la meilleure photographie, des meilleurs décors et des meilleurs costumes. Il a été nommé dans neuf autres catégories dont celle du meilleur film.